# Ingeborg Steinohrt
Ingeborg Steinohrt (* 13. Juli 1917 in Berlin; † 10. April 1994 in Hannover) war eine deutsche Bildhauerin und Illustratorin.

## Leben

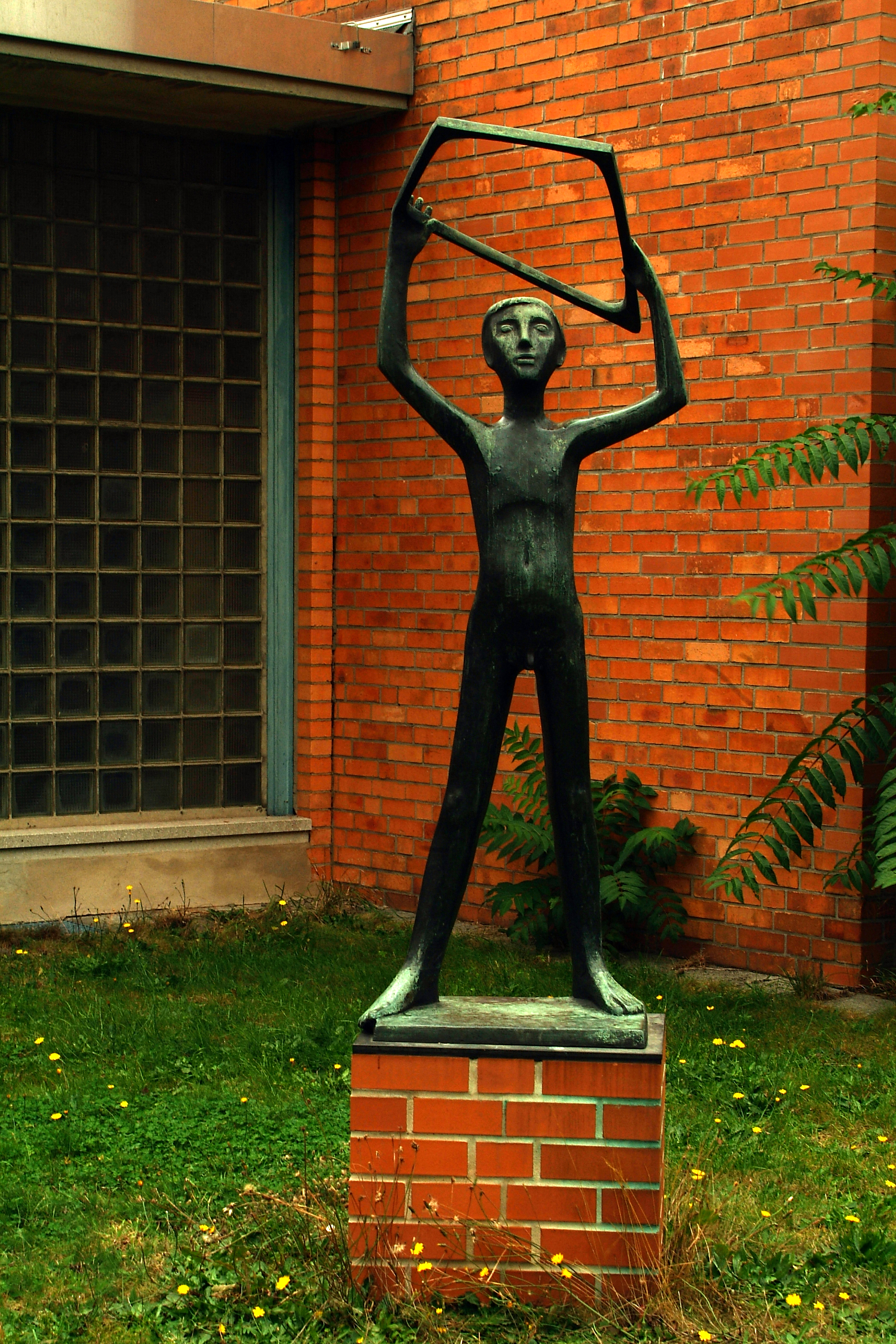
„Junge mit Drachen“ (1959) in Herrenhausen

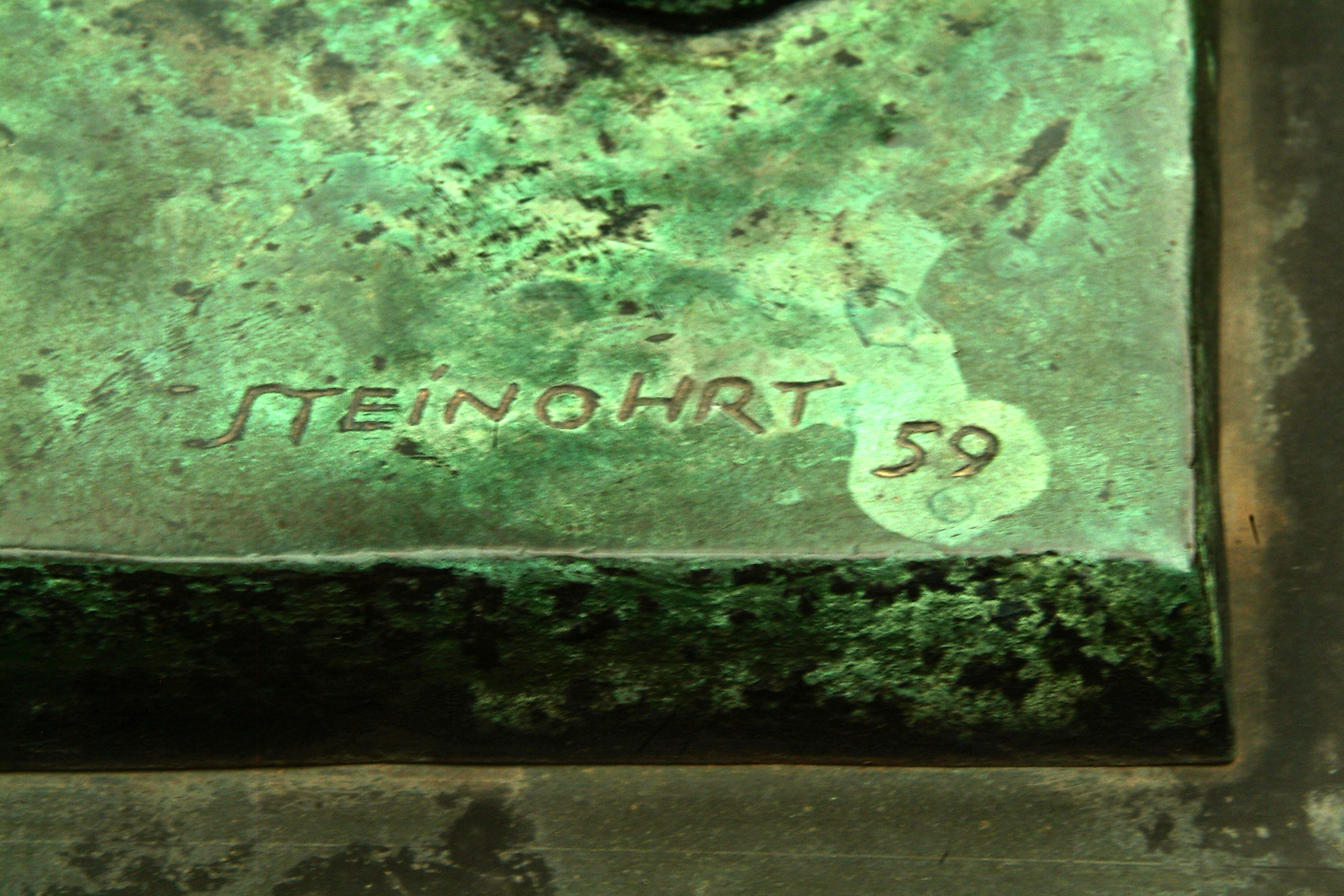
Signatur der Künstlerin

Ingeborg Steinohrt bestand 1936 ihr Abitur. Von 1937 bis 1941 lernte sie an der Werkkunstschule Hannover bei Hermann Scheuernstuhl. Anschließend besuchte sie die Akademie der Bildenden Künste München. In München war sie Meisterschülerin von Bernhard Bleeker.
Ab 1945 war Steinohrt als freischaffende Bildhauerin tätig. Sie lebte in Isernhagen.

## Ehrung

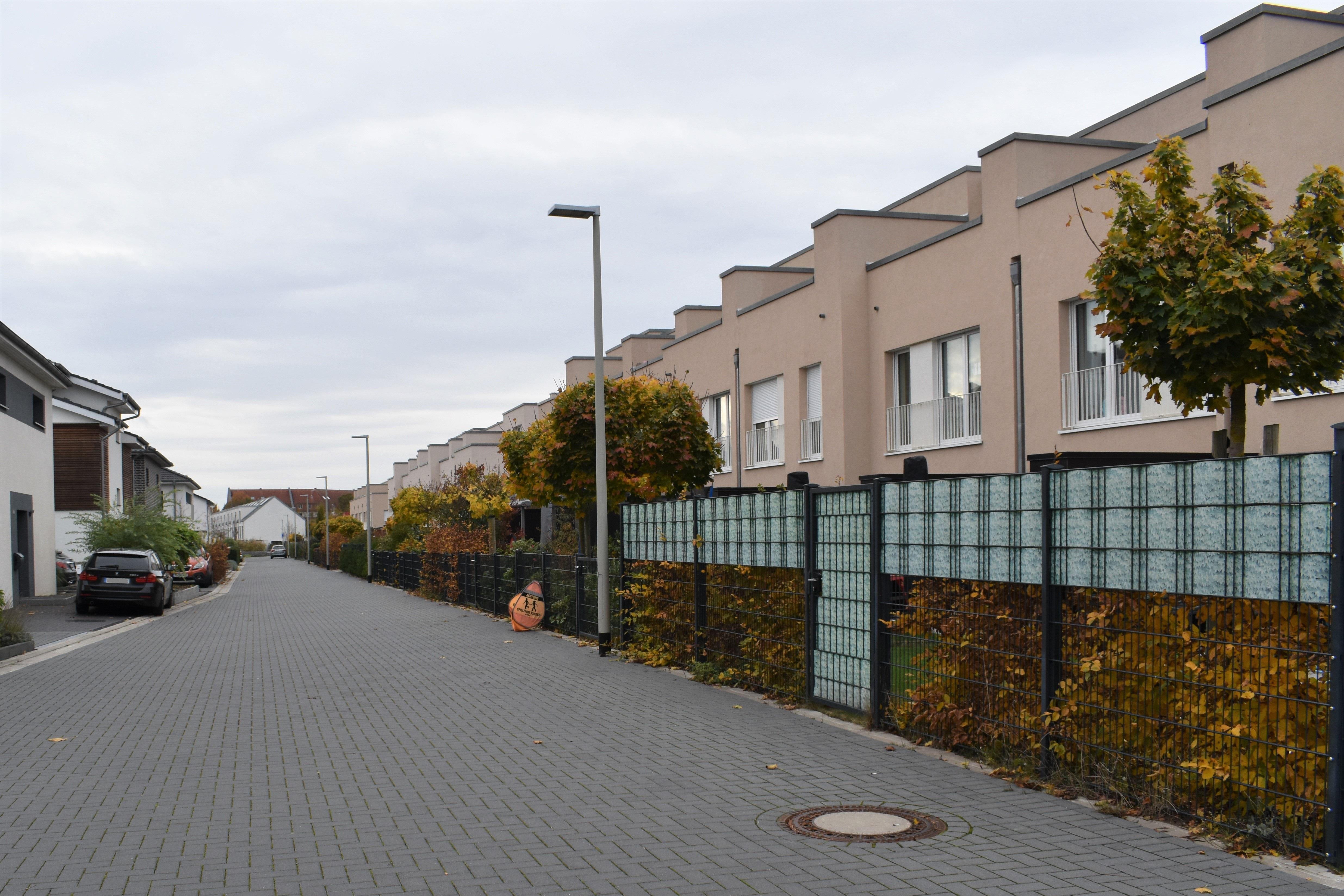
Der Inge-Steinohrt-Weg in Hannover Wettbergen

2011 wurde eine Wohnstraße in Hannover im Stadtteil Wettbergen nach Inge Steinohrt benannt.

## Werke
- Von 1945 ist eine Terrakotta-Vase der Künstlerin bekannt.
- 1952: Büste des Malers Ernst Thoms am Bürgermeister-Stahn-Wall in Nienburg/Weser
- 1957: Altarrelief Abendmahl in der Lutherkirche (Hannover)[5]
- 1959: Skulptur Junge mit Drachen, aufgestellt vor der „Volksschule Meldaustraße“ in Hannover[1]
- 1962: Taufstein in der Phillipuskirche in Isernhagen-Süd[6]
- 1971: Standkreuz in der JVA Celle II und St. Phillipuskirche Isenhagen.[7][8]